# Den Fællesoffentlige Adressedatabase
 Ikke at forveksle med FOA - Fag og Arbejde.
Den Fællesoffentlige Adressedatabase (FOA) var en database over samtlige ansatte og folkevalgte i stat, region og kommune i Danmark, som eksisterede fra 2006 til 2014, og som var integreret i Borger.dk. Oprindeligt blev databasen administreret af Ministeriet for Videnskab, Teknologi og Udvikling. Fra 2011 blev den administreret af Digitaliseringsstyrelsen.
FOA blev oprettet af videnskabsminister Helge Sander ved cirkulære af 15. juni 2006 med det formål at fungere som fælles adressedatabase for alle statslige institutioner, så staten havde en samlet telefonbog over alle ansatte. Der var i databasens levetid udfordringer med at sikre, at kvaliteten af data var korrekt, og at borgerne kunne finde indgangen til databasen. Baseret på oplysninger fra Ordenskapitlet rummede FOA desuden en fortegnelse over nulevende danskere dekoreret med danske og udenlandske ridderordener og nulevende udlændinge dekoreret med danske ridderordener.
Databasen blev nedlagt ved cirkulære af 31. oktober 2012 udstedt af finansminister Bjarne Corydon. Adgangen til databasen ophørte i foråret 2014.